# Stankovany (przystanek kolejowy)
Stankovany – przystanek kolejowy znajdujący się we wsi Stankovany w kraju żylińskim na linii kolejowej nr 180 na Słowacji.